# العلاقات الأرجنتينية الهايتية
العلاقات الأرجنتينية الهايتية هي العلاقات الثنائية التي تجمع بين الأرجنتين وهايتي.

## مقارنة بين البلدين
هذه مقارنة عامة ومرجعية للدولتين:
| وجه المقارنة                                              | الأرجنتين                                               | هايتي                                |
| --------------------------------------------------------- | ------------------------------------------------------- | ------------------------------------ |
| المساحة (كم2)                                             | 2.78 مليون                                              | 27.75 ألف                            |
| عدد السكان (نسمة)                                         | 44.27 مليون                                             | 10.98 مليون                          |
| الكثافة السكانية (ن./كم²)                                 | 15.92                                                   | 395.68                               |
| العاصمة                                                   | بوينس آيرس                                              | بورت أو برانس                        |
| اللغة الرسمية                                             | اللغة الإسبانية                                         | لغة فرنسية، اللغة الكريولية الهايتية |
| العملة                                                    | البيزو الأرجنتيني 1983 ‏، بيزو أرجنتيني، أسترال أرجنتيني | جوردة هايتية                         |
| الناتج المحلي الإجمالي (بليون دولار)                      | 637.59 مليار                                            | 8.41 مليار                           |
| الناتج المحلي الإجمالي (تعادل القوة الشرائية) بليون دولار | 883.02 مليار                                            | 18.82 مليار                          |
| الناتج المحلي الإجمالي الاسمي للفرد دولار أمريكي          | 13.43 ألف                                               | 818                                  |
| الناتج المحلي الإجمالي للفرد دولار أمريكي                 |                                                         | 1.73 ألف                             |
| مؤشر التنمية البشرية                                      | 0.827                                                   | 0.483                                |
| رمز المكالمات الدولي                                      | +54                                                     | +509                                 |
| رمز الإنترنت                                              | .ar                                                     | .ht                                  |
| المنطقة الزمنية                                           | 00                                                      | 00                                   |

## منظمات دولية مشتركة
يشترك البلدان في عضوية مجموعة من المنظمات الدولية، منها:
| علم المنظمة | اسم المنظمة                                                          | تاريخ انضمام الأرجنتين | تاريخ انضمام هايتي |
| ----------- | -------------------------------------------------------------------- | ---------------------- | ------------------ |
|             | مؤسسة التنمية الدولية                                                | 3 أغسطس 1962           | 13 يونيو 1961      |
|             | يونسكو                                                               | 15 سبتمبر 1948         | 18 نوفمبر 1946     |
|             | مؤسسة التمويل الدولية                                                | 13 أكتوبر 1959         | 20 يوليو 1956      |
|             | منظمة حظر الأسلحة الكيميائية                                         | ?                      | ?                  |
|             | الأمم المتحدة                                                        | 24 أكتوبر 1945         | 24 أكتوبر 1945     |
|             | الاتحاد الدولي للاتصالات                                             | 1889                   | 10 أكتوبر 1927     |
|             | منظمة الشرطة الجنائية الدولية                                        | ?                      | ?                  |
|             | البنك الدولي للإنشاء والتعمير                                        | 20 سبتمبر 1956         | 8 سبتمبر 1953      |
|             | الاتحاد البريدي العالمي                                              | ?                      | ?                  |
|             | المركز الدولي لتسوية المنازعات الاستشارية                            | 18 نوفمبر 1994         | 26 نوفمبر 2009     |
|             | وكالة ضمان الاستثمار متعدد الأطراف                                   | 11 فبراير 1992         | 11 ديسمبر 1996     |
|             | وكالة حظر الأسلحة النووية في أمريكا اللاتينية ومنطقة البحر الكاريبي ‏ | ?                      | ?                  |
|             | منظمة التجارة العالمية                                               | ?                      | ?                  |

## وصلات خارجية
- موقع وزارة الخارجية الأرجنتينية
- موقع وزارة الخارجية الهايتية